# Aleksiej Basow
Aleksiej Basow (ur. 22 kwietnia 1977 roku w Moskwie) – rosyjski kierowca wyścigowy.

## Kariera
Basow rozpoczął karierę w międzynarodowych wyścigach samochodowych w 2003 roku od startów w Lada Cup Russia, gdzie został sklasyfikowany na 23 pozycji w końcowej klasyfikacji kierowców. W późniejszych latach Rosjanin pojawiał się także w stawce RAF Cup Russia B, Russian Touring Car Championship Super Production, European Touring Car Cup, Ukrainian Touring Car Championship, Italian GT Championship, Ferrari Challenge Europe - Trofeo Pirelli F430, Endurance Champions Cup, FIA GT3 European Championship, 24H Dubai, Blancpain Endurance Series, International GT Open, 24-godzinnego wyścigu Le Mans oraz European Le Mans Series.